# Saxon
I Saxon sono un gruppo musicale heavy metal britannico proveniente da Barnsley, Yorkshire, in Inghilterra (Regno Unito), fondato nel 1976 da membri dei Son of a Bitch e dei Coast.
Tra i gruppi di punta dell'ondata NWOBHM, i Saxon conquistarono notorietà con i tre album Wheels of Steel (1980), Strong Arm of the Law (1980) e Denim and Leather (1981).

## Storia del gruppo
Uno dei gruppi di maggior successo della corrente musicale New Wave of British Heavy Metal, i Saxon conobbero un periodo di discreto successo commerciale nella prima metà degli anni Ottanta: una serie di album particolarmente ispirati, accompagnati da intensi tour per tutto il mondo, sia in veste di headliner, sia di supporto a gruppi più famosi quali Motörhead e Mötley Crüe, portarono la band ad ottenere diversi piazzamenti nelle classifiche britanniche. Il positivo riscontro commerciale segnalò la giovane formazione inglese all'attenzione della casa discografica EMI, la quale approfittò nel 1983 della rescissione del contratto da parte del gruppo britannico con la Carrere Records, con la quale erano stati pubblicati i primi sei album.
Esordiscono nel 1979 con la loro prima uscita discografica, l'album verrà intitolato Saxon, dalle sonorità classiche dell'Hard Rock di quegli anni, anche se rimarrà un classico degli anni 70'.
La fortuna del gruppo, iniziata con album storici della NWOBHM come Wheels of Steel (1980), Strong Arm of the Law (1980) e Denim and Leather (1981), dura ancora qualche anno, con l'uscita degli album Power & the Glory (1983, stesso anno in cui si esibirono come ospiti al Festival di Sanremo, proponendo alla platea del Teatro Ariston il singolo Nightmare), Crusader (1984) e Innocence Is No Excuse (1985), per poi esaurirsi bruscamente sul finire del decennio, con un marcato cambio di stile, reso più melodico sulle scie dell'AOR con album come Rock the Nations (1986) e Destiny (1988), che delusero sia il pubblico che la critica e soprattutto la EMI, che non volle prolungare il rapporto di lavoro con il gruppo. Tale crisi artistica fu il periodo peggiore per i Saxon, che rischiarono anche lo scioglimento.
La band ha cominciato a riavvicinarsi allo stile iniziale durante i primi anni novanta. Con album come Solid Ball of Rock (1991), Forever Free (1992) e Dogs of War (1995) il gruppo riuscì a scavalcare il brutto periodo e a recuperare parte della fiducia e del successo commerciale perduti, senza però riuscire a ripetere i clamorosi successi di inizio carriera. Con Dogs of War Graham Oliver, in dissenso con le scelte musicali del gruppo, abbandonò prima del tour e riformò l'anno successivo i Son of a Bitch con Dawson e Gill.
Verso fine anni novanta e primi anni 2000, il gruppo si avvicina ad uno stile decisamente più duro, distaccandosi totalmente dall'hard & heavy.

## Curiosità
La loro Freeway Mad, tratta da Wheels of Steel, fa parte della colonna sonora del film Fico d'India di Steno. Inoltre la loro canzone Everybody Up, tratta dall'album Innocence Is No Excuse, fa parte della colonna sonora del film Dèmoni di Lamberto Bava.

## Formazione

### Formazione attuale
- Peter "Biff" Byford – voce (1977–presente)
- Doug Scarratt – chitarra (1995–presente)
- Brian Tatler - chitarra (2023-presente)
- Nibbs Carter – basso (1989–presente)
- Nigel Glockler – batteria (1982–1987; 1989-1999; 2006-presente)

### Ex componenti
- Paul Quinn – chitarra, cori (1977–2023)
- Graham "Oly" Oliver – chitarra, cori (1977–1995)
- Steve "Dobby" Dawson – basso, cori (1977–1985)
- Paul Johnson - basso (1986-1988)
- John Hinch - batteria (1977-1978)
- Pete "Frank" Gill – batteria (1978–1982)
- Nigel Durham - batteria (1987-1989)
- Fritz Randow - batteria (1999-2004)
- Jörg Michael - batteria (2004-2006)

## Discografia

### Album in studio
- 1979 - Saxon
- 1980 - Wheels of Steel
- 1980 - Strong Arm of the Law
- 1981 - Denim and Leather
- 1983 - Power and the Glory
- 1984 - Crusader
- 1985 - Innocence Is No Excuse
- 1986 - Rock the Nations
- 1988 - Destiny
- 1991 - Solid Ball of Rock
- 1992 - Forever Free
- 1995 - Dogs of War
- 1997 - Unleash the Beast
- 1999 - Metalhead
- 2001 - Killing Ground
- 2004 - Lionheart
- 2007 - The Inner Sanctum
- 2009 - Into the Labyrinth
- 2011 - Call to Arms
- 2013 - Sacrifice
- 2015 - Battering Ram
- 2018 - Thunderbolt
- 2021 - Inspirations
- 2022 - Carpe Diem
- 2023 - More Inspirations
- 2024 - Hell, Fire and Damnation